# 霊聖寺
霊聖寺（れいせいじ）は、中華人民共和国湖南省長沙市瀏陽市洞陽鎮にある仏教寺院。

## 歴史
693年（武周の長寿2年）に建立された。1966年、毛沢東が文化大革命を発動し、寺院の宗教活動は中止に追い込まれた。紅衛兵により寺廟などの宗教施設が徹底的に破壊された。寺内のすべての文化財が消えた。現寺は2008年の所建である。

## 伽藍
山門、天王殿、大雄宝殿、薬王殿。

## ギャラリー
- 天王殿
- 大雄宝殿の薬師仏（左）、如来仏（中）、阿弥陀仏（右）
- 薬王殿の華佗（左）、孫思邈（中）、張仲景（右）
- 大雄宝殿の観音、龍女、善財童子
- 照壁